# Clusia hachensis
Clusia hachensis är en tvåhjärtbladig växtart som beskrevs av José Cuatrecasas. Clusia hachensis ingår i släktet Clusia och familjen Clusiaceae. Inga underarter finns listade i Catalogue of Life.